# Округ Корча
Корча (алб. Qarku i Korçës) један је од 12 округа Албаније. Налази се у Јужној Албанији, а главни град округа је Корча.